# 퇴적
퇴적(堆積, sedimentation)은 퇴적물의 퇴적이다. 물이 지형에 끼치는 작용의 하나이다. 침식 작용에 의해 깎아진 흙더미가 물에 의해 하류에 운반되어, 흐름이 늦은 곳이나 바다처럼 전해질이 있는 곳에서 흙더미가 침전하는 것이다.
이는 현탁액의 입자가 동반된 유체에서 퇴적되어 장벽에 닿을 때 발생한다. 이는 작용하는 힘에 대한 반응으로 유체를 통한 움직임으로 인해 발생한다. 이러한 힘은 중력, 원심 가속도 또는 전자기력으로 인해 발생할 수 있다. 퇴적은 부유 입자가 액체를 통해 떨어지는 현상인 반면, 퇴적은 퇴적 과정의 최종 결과이다.
지질학에서 퇴적이란 퇴적물이 퇴적되어 퇴적암이 형성되는 현상을 말한다. 이 용어는 초기 침식에서부터 퇴적물 이동, 퇴적, 퇴적물의 석화에 이르기까지 퇴적암이 형성되는 전체 과정에 광범위하게 적용된다. 그러나 퇴적에 대한 엄격한 지질학적 정의는 공기나 물에 있는 초기 현탁액으로부터 퇴적물 입자가 기계적으로 퇴적되는 것이다.
퇴적은 흐르는 물 속의 큰 암석부터 먼지와 꽃가루 입자의 현탁액, 세포 현탁액, 단백질과 펩타이드와 같은 단일 분자 용액에 이르기까지 다양한 크기의 물체에 적용될 수 있다. 작은 분자라도 상당한 퇴적을 일으킬 만큼 충분히 강한 힘을 공급한다.

## 같이 보기
- 퇴적물
- 유사 (수리학)